# 加劳塔
加劳塔（Garautha），是印度北方邦Jhansi县的一个城镇。总人口8739（2001年）。

## 人口
该地2001年总人口8739人，其中男性4591人，女性4148人；0—6岁人口1380人，其中男738人，女642人；识字率60.95%，其中男性为71.29%，女性为49.49%。